# Political Compass

Lo schema proposto dalla Political Compass Organization

Il Political Compass (inglese per "bussola politica") è uno schema multiasse proposto per organizzare pensieri politici in diverse dimensioni. Esso viene inteso come alternativa al tradizionale modello ad unico asse "destra-sinistra", adottato nei passati due secoli.
Il termine "Political Compass" ha origine da un popolare sito Internet, che adotta tale sistema per determinare una rappresentazione grafica delle idee politiche di un qualsiasi utente, mediante un questionario compilabile on-line. Le due assi in questione, in particolare, misurano la visione politica sia da un punto di vista sociale (da autoritarismo a libertarismo), sia nella propria visione economica (da sinistra a destra).
In particolare, l'asse economico tende a stimare le opinioni del soggetto sul livello di controllo da parte dello stato nei confronti dell'economia stessa, a partire da una politica comunista fino al capitalismo. L'asse sociale invece tende a misurare il livello personale di "libertà della persona", in base al livello di controllo delle stesse libertà individuali.